# Emrehan Gedikli
Emrehan „Emre“ Gedikli (* 25. April 2003 in Oberhausen, Nordrhein-Westfalen) ist ein türkisch-deutscher Fußballspieler. Für den Bundesligisten Bayer 04 Leverkusen kam er nach zehn Jahren als Jugendspieler im November 2020 zu seinem Debüt im Profifußball. Er spielt momentan als Leihspieler bei KAS Eupen. Zusätzlich war er von 2018 bis 2022 für die U-Auswahlen des Deutschen Fußball-Bundes aktiv.

## Karriere

### Als Vereinsspieler
Emrehan Gedikli begann seine Karriere bei den Bambinis des 1. FC Mülheim und kam 2010 im Alter von sieben Jahren zum Bundesligaverein Bayer 04 Leverkusen. Dort spielte er zuerst in dessen F-Jugend (U9). Nachdem er ab dann alle Jugendmannschaften entsprechend seiner Altersklasse durchlaufen hatte, stieg er zur Saison 2018/19 zu den B1-Junioren (U17) des Vereins auf. In der B-Junioren-Bundesliga erwies er sich als erfolgreichster Torschütze seiner Mannschaft, wobei er 25 Treffer in allen 26 Spielen des Wettbewerbs markierte. Obwohl die Leverkusener in den letzten drei Vierteln der Saison immer unter den ersten drei Teams der Staffel West gestanden und sich bis zuletzt die Möglichkeit zur Teilnahme an der Meisterschaftsendrunde gewahrt hatten, scheiterte man punktgleich, aber mit dem schlechteren Torverhältnis an dem am Ende zweitplatzierten 1. FC Köln, der die Endrunde letztlich für sich entscheiden sollte. Gedikli wurde mit seiner Torausbeute hinter dem BVB-Spieler Youssoufa Moukoko der zweiterfolgreichste Torschütze der Staffel West sowie übergreifend der Spieler mit den drittmeisten Treffern.
In der Saison 2019/20 und damit seinem zweiten und letzten Jahr als B-Junior knüpfte der Stürmer an seine Leistungen an und wurde dazu zum Mannschaftskapitän erklärt. Zwar verpasste Gedikli sechs von 20 Partien aufgrund eines Bandscheibenvorfalls, markierte in den gespielten 14 aber 17 Treffer. In seiner letzten Partie im März 2020 gegen Preußen Münster erzielte der junge Angreifer beim 4:1-Heimsieg alle Tore. Im Anschluss wurde die Saison aufgrund der weltweiten COVID-19-Pandemie abgebrochen. Die Leverkusener belegten zu diesem Zeitpunkt den fünften Tabellenplatz. Altersbedingt stieg Emrehan zur Folgesaison zu den A-Junioren (U19) auf.
Am 17. Oktober 2020 erfuhr er seine erste Nominierung für den Kader der Profimannschaft des Vereins im Auswärtsspiel beim 1. FSV Mainz 05. Da die Mannschaft zu diesem Zeitpunkt mit Lucas Alario und Patrik Schick nominell nur über zwei Mittelstürmer verfügte und Letzterer verletzungsbedingt über mehrere Wochen ausfiel, berief Cheftrainer Peter Bosz Gedikli als Spieltagskadermitglied für die Reservebank. Zum Einsatz kam er darin nicht, erfuhr ab diesem Zeitpunkt aber regelmäßig Nominierungen, sodass der Verein ihn fest in den Profikader aufnahm. Sein erstes Spiel im Herrenbereich absolvierte Gedikli am 26. November in der Gruppenphase der Europa League durch eine Einwechslung im Spiel gegen Hapoel Be’er Scheva.
An seinem 18. Geburtstag und mit dem Erreichen der Volljährigkeit erhielt Gedikli am 26. April 2021 einen Profivertrag im Verein, der über eine Laufzeit von 14 Monaten verfügt. Beide Seiten einigten sich im Januar 2022 auf eine neuerliche Verlängerung der Vertragslaufzeit bis Mitte 2023.
Trotz der erst kurz zuvor getätigten Vertragsverlängerung wechselte Gedikli Anfang Februar 2022 in die Süper Lig zu Trabzonspor. Zum Einsatz für die Nordtürken kam er nicht mehr und wurde nur zweimal in den Spieltagskader berufen. Seine Mannschaft errang am Saisonende die Meisterschaft, nachdem sie bereits zum Zeitpunkt von Gediklis Wechsel Tabellenführer gewesen war. In der Saison 2022/23 kam er nur einmal im Supercup, den er mit Trabzon gewann, zum Einsatz, ehe er im Januar 2023 an den österreichischen Bundesligisten SC Austria Lustenau verliehen wurde. In Lustenau spielte er aber keine Rolle und kam nur viermal in der Bundesliga zum Einsatz.
Zur Saison 2023/24 kehrte er dann zunächst wieder nach Trabzon zurück, wo er aber keine Rolle spielte, und anschließend wurde sein Vertrag im September 2023 aufgelöst. Kurz darauf schloss er sich dem Ligakonkurrenten Konyaspor an, bei dem er einen bis 2026 laufenden Kontrakt unterschrieb.
Am 5. Februar 2024 wechselt er per Leihe zu İstanbulspor bis zum Saisonende.
Am 6. September 2024 wechselt Gedikli per Leihe zu KAS Eupen.

### Als Nationalspieler
Gedikli spielte ab 2018 vier Jahre lang für die Juniorenauswahlen des DFB. Im Mai 2018 kam er zu seinen ersten beiden Spielen in der deutschen U15. Insgesamt spielte er 23-mal für die Auswahlen des DFB und erzielte dabei 10 Tore. Zuletzt war er im März 2022 für die U19 aufgelaufen.
Im November 2022 erklärte Gedikli in einem Gespräch mit transfermarkt.de, dass er sich für eine Laufbahn für die Auswahlen des türkischen Verbandes entschieden habe. So sei der Verband bereits häufiger auf Gedikli zugekommen, er habe sich jedoch auf eine Karriere beim DFB konzentrieren wollen. Für einen Wechsel habe er sich nach mehreren Unterhaltungen mit dem türkischen U21-Nationaltrainer Tolunay Kafkas entschlossen. Gedikli erfuhr durch Kafkas im Anschluss eine Nominierung für zwei U21-Spiele der Türkei.

## Persönliches
Gedikli ist der Sohn türkischer Eltern – wobei die Mutter aus Tokat und der Vater aus Trabzon stammt – und wurde im April 2003 in Oberhausen geboren. Er wuchs in der Nachbarstadt Mülheim an der Ruhr in deren Stadtteil Styrum im Ruhrgebiet auf. Nach seiner Aufnahme in die Jugend von Bayer 04 fuhren die Eltern ihn mehrmals wöchentlich zum Training. Im Alter von 14 Jahren zog er in den Haushalt einer Gastfamilie im Leverkusener Stadtteil Opladen. Im August 2019 begann er bei der Bayer 04 Leverkusen Fußball GmbH eine Ausbildung zum Sport- und Fitnesskaufmann. Nachdem er für die Profimannschaft der Leverkusener debütiert hatte, erhielt Gedikli von seinem ehemaligen Jugendverein 1. FC Mülheim die Silberne Ehrennadel für „hervorragende sportliche Erfolge“.